# دوري فانواتو لكرة القدم
دوري فانواتو لكرة القدم هو الدوري الوطني لكرة القدم في فانواتو، .البطل الحالي هو نادي أميكال.